# Jason de Thessalonique
Pour les articles homonymes, voir Jason (homonymie).
Jason de Thessalonique ou Saint Jason est un saint chrétien du Ier siècle mentionné à plusieurs endroits du Nouveau Testament :
- dans les Actes des Apôtres (Ac 17:5-9), il héberge Saint Paul et Silas dans sa maison, et est traîné pour cela par les Juifs devant les politarques. Il leur paie une caution et, de retour chez lui, aide Paul et Silas à s'échapper de nuit.
- dans l’Épître aux Romains (Rm 16:21), Paul le cite parmi ceux qu'il recommande au Seigneur.

Il est fêté le 12 juillet.